# Hinesburg
Hinesburg és una població dels Estats Units a l'estat de Vermont. Segons el cens del 2000 tenia 4.340 habitants.

## Demografia
Segons el cens del 2000, Hinesburg tenia 4.340 habitants, 1.596 habitatges, i 1.174 famílies. La densitat de població era de 42,1 habitants per km².
Per edats la població es repartia de la següent manera: un 28,9% tenia menys de 18 anys, un 5,8% entre 18 i 24, un 36,5% entre 25 i 44, un 23,4% de 45 a 60 i un 5,5% 65 anys o més.
L'edat mediana era de 35 anys. Per cada 100 dones de 18 o més anys hi havia 95,4 homes.
La renda mediana per habitatge era de 49.788 $ i la renda mediana per família de 54.836 $. Els homes tenien una renda mediana de 40.000 $ mentre que les dones 24.107 $. La renda per capita de la població era de 22.230 $. Entorn del 2,3% de les famílies i el 3,5% de la població estaven per davall del llindar de pobresa.